# イオノプシス属
イオノプシス属 Ionopsis はラン科植物の分類群の一つ。着生植物で小さな偽球茎を持ち、小柄な花を多数着ける。

## 特徴
多年生草本で着生植物。偽球茎は小さく、基部の鞘に隠れる。偽球茎基部の鞘には大きな葉身が発達し、また偽球茎の先端にも一枚の葉身を持つが、これを欠く例もある。
花は偽球茎基部の鞘の内側から伸び出す花茎の先に多数を着ける。花は小柄で、萼片と側花弁は小柄、唇弁のみがよく発達する。側萼片の基部は互いに融合して袋状となり、メンタムを形成する。唇弁は三裂し、中裂片のみが大きく広がって倒心形をなす。側裂片は不明瞭で、その基部に一対の隆起がある。花粉塊は二個でロウ質。
学名はion（スミレ）とopsis（似る）からなり、花の色と形がスミレを思わせることに依る。洋ランとしての略称は Inps. である。

## 分布
南北アメリカ大陸の熱帯から亜熱帯域に広く分布する。

## 分類
コンパレッティア属 Comparettia に近縁とされる。約10種が知られる。

## 利用
洋ランとして栽培される。特に知られているのはウトリキュラリオイデスである。
また本属と他属との交配も行われており、以下のようなものが知られる。

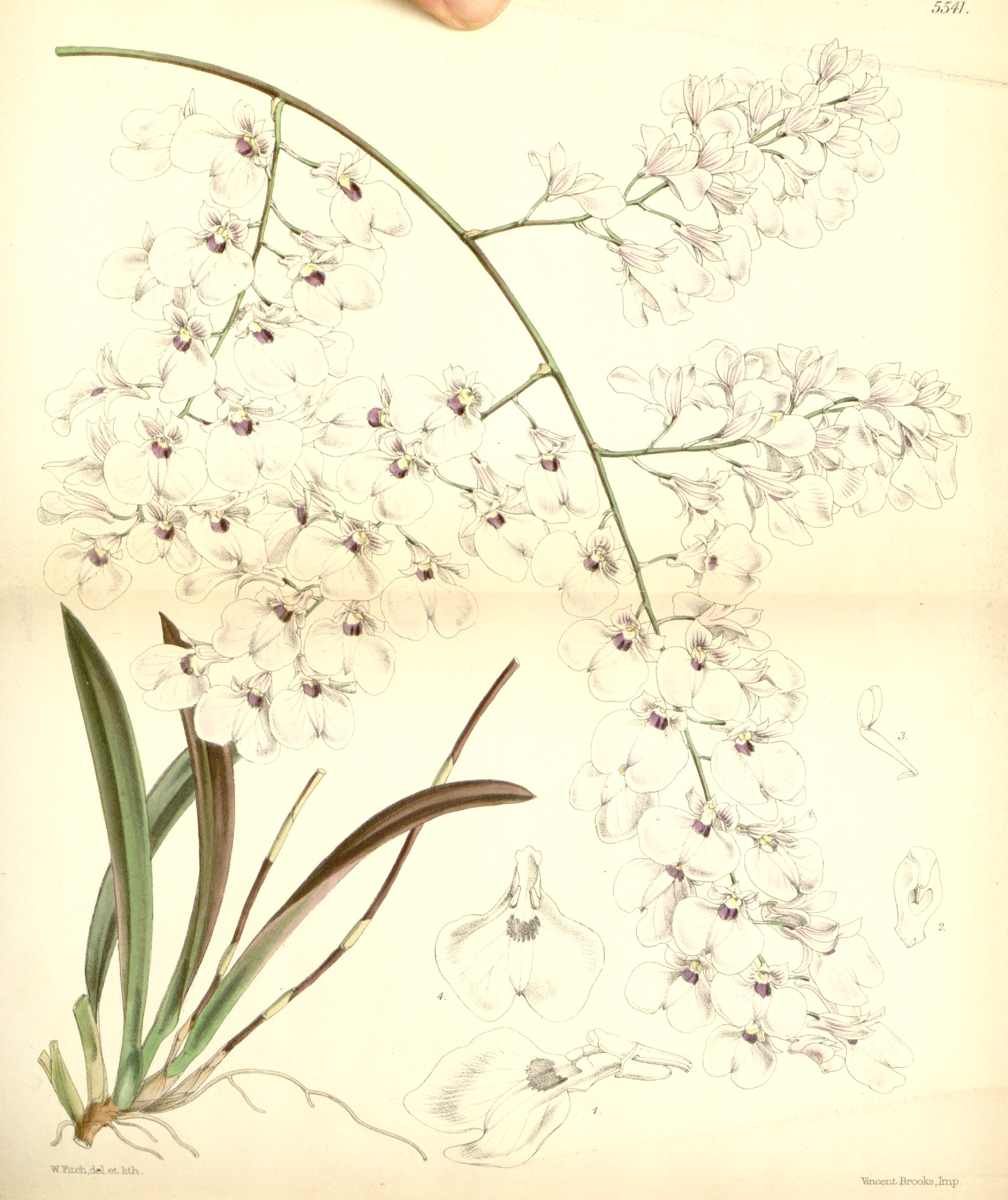
イオノプシス・ウトリキュラリオイデス
図版

- Ionocidium　イオノシジウム：イオノプシス×オンシジウム